# Armando Quezada Acharán
Armando Quezada Acharán (* 1873 in Los Ángeles; † 3. April 1936 in Viña del Mar) war ein chilenischer Politiker der Partido Radical und Wirtschaftswissenschaftler.
Quezada besuchte das Liceo de Chillán und studierte Geisteswissenschaften am Instituto National. Daran schloss sich ein Jurastudium an der Universidad de Chile an, das er 1893 abschloss. Nachdem er einen Wettbewerb gewonnen hatte, wurde er 1891 Stenograph und Schreiber der Sitzungen des Abgeordnetenhauses. Diese Stelle hatte er bis zu seiner eigenen Wahl als Abgeordneter 1909 inne.
1901 wurde Quezada Professor für Politische Ökonomie an der Universidad de Chile. 1905 trat er in die Partido Radical ein und begann seine aktive politische Laufbahn. In der Wahlperiode 1909–1912 war er als Abgeordneter von Santiago erstmals Mitglied des Kongresses, dessen Zweiter Vizepräsident er 1912 wurde. In dieser Periode war er stellvertretendes Mitglied des Finanzausschusses. In den folgenden beiden Wahlperioden war er Mitglied des Finanz- bzw. Unterrichtsausschusses. Mehrfach fungierte er auch als Finanz- und Innenminister und stellvertretender Wirtschaftsminister.
Von 1918 bis 1924 war er für Santiago Mitglied des Senates. Hier war er Mitglied der Ausschüsse für Landwirtschaft, Industrie und Eisenbahn, für Finanzen, für Regierung und Wahlen und für Krieg und Marine und Vorsitzender des Haushaltsausschusses. 1922 wurde er als Botschafter und bevollmächtigter Minister nach Frankreich entsandt; seine Stelle im Senat nahm Ismael Tocornal Tocornal ein.
Daneben wirkte Quezada als Direktor und Sekretär der Sociedad de Fomento Fabril (1901 bis 1918) und der Liga de Estudiantes Pobres und
war 1929/1930 Rektor der Universidad de Chile, wo unter seiner Leitung die Fakultät der Schönen Künste gegründet wurde. Er wurde u. a. als
Kommandeur der Ehrenlegion und mit dem belgischen Kronenorden ausgezeichnet.